# Doris fulva
Doris fulva is een slakkensoort uit de familie van de Dorididae. De wetenschappelijke naam van de soort werd voor het eerst geldig gepubliceerd in 1907 door Eliot als Archidoris fulva.